# Utting (Schiff, 2017)
Die Utting ist ein motorgetriebenes Fahrgastschiff am Ammersee, das seit Juli 2017 im  Liniendienst zwischen den Orten am See verkehrt. Das Schiff wurde wie sein Vorgänger von 1950 nach der Gemeinde Utting am Ammersee benannt.

## Geschichte
Als Baunummer 212 stellte die Lux-Werft in  Mondorf am Rhein den Rohbau der Utting her, der am 12. April 2017 in Stegen ankam und dort in der Werft der Bayerischen Seenschifffahrt komplettiert wurde. Die Schiffstaufe fand am 7. Juli 2017 in Utting am Dampfersteg statt; Taufpatin war die Regionalbischöfin Susanne Breit-Keßler.

## Technische Beschreibung
Das Schiff hat eine Gesamtlänge von 50,8 Metern und eine Breite von 9,6 Metern. Es ist für den Transport von 500 Personen zugelassen.